# A Thousand Leaves
《A Thousand Leaves》是美國摇滚樂團音速青春的第十張錄音室專輯，由DGC唱片於1998年5月12日發行。

## 背景與錄製
《A Thousand Leaves》是音速青春繼1995年專輯《Washing Machine》以來的錄音室專輯，後者於樂團在1995年Lollapalooza音樂節演出後不久即發行。樂團運用在音樂節賺得的錢，於曼哈顿下城穆雷街建立回音峽谷錄音室。兩張錄音室專輯的發行時間相距近三年，是樂團當時自出道起最長的發行時間間隔。歌手兼吉他手瑟斯頓·摩爾對此表示樂團需要休息，並提到他們那時已不間斷巡演了16年。他表示「我們有孩子且正在衰老，讓我們冷靜一下、建立這個錄音室，然後再走向那條道路、嘗試那個方法」。樂團於新錄音室以先前排演的延伸即興創作撰寫新歌。期間，樂團的器樂即興合奏以迷你專輯的形式，於自有廠牌音速青春唱片出版，並由鼓手史蒂夫·雪萊創立的獨立廠牌Smells Like唱片發行。透過前述方式發行的專輯有《Anagrama》、《Slaapkamers met slagroom》、《Invito al ĉielo》等。
因為《A Thousand Leaves》是樂團第一張於自建錄音室錄製的專輯，所以樂團於時間和創作方面皆較不受限，而歌曲於早期製作時也發展地不均衡。據吉他手李·拉納爾多所述，該專輯反映了樂團當時的情況：只是去演奏自己喜歡的事物，不多加簡化，也不再去製作一張如《Goo》的專輯。專輯中的一首歌曲〈Hits of Sunshine (给艾伦·金斯堡)〉長達11分鐘，樂團儘管原先打算以迷你專輯的器樂曲發行，但最後將該曲收錄至專輯並加上人聲。專輯由樂團和沃頓·蒂耶尔共同製作（後者是樂團另一張專輯《Confusion Is Sex》的製作人），並由Masterdisk的格雷格·卡尔比製作母帶。

## 詞曲
於音樂方面，《A Thousand Leaves》的吉他回授較少，而即興表演較多，整體氛圍也較樂團先前的專輯遼闊和輕鬆。認為專輯探索了後搖滾的音色，比當時大多數的主流搖滾樂更微妙、獨特。摩爾表示華特·惠特曼的《草葉集》（Leaves of Grass）是專輯名稱的靈感來源，並提到就像惠特曼以文字和圖像即興創作般，樂團以聲音和音符即興創作。摩爾認為樂團成員年齡的增長導致了專輯風格的變化，他表示「令我難以置信的是，有了兒女之後，你通常會變得熱中於對生活經驗的思慮」，而專輯的〈Snare, Girl〉探討了前述話題。〈Hits of Sunshine (给艾伦·金斯堡)〉的歌名取自美國詩人艾伦·金斯堡，曲中有一段器樂插曲，其風格似「巧妙且悠長的吉他的音色，並於慵懶的午後時光加上以娃娃踏板演奏的附加樂句（lick），正如沐浴於慢動作中的幸福」。
《A Thousand Leaves》與樂團先前的專輯一樣，涵蓋了涉及性别角色和刻板印象的歌曲。樂團成員金·戈登演唱的〈Female Mechanic Now on Duty〉回應了記者如何將女性音樂家加以分類，而歌曲的靈感源於梅雷迪思·布鲁克斯的名曲〈Bitch〉。此外，戈登於〈The Ineffable Me〉表示反對這種限制。由拉納爾多演唱的〈Karen Koltrane〉講述了他於大學認識的情人，以及她平淡無奇的成年生活。他演唱的另一首歌曲〈Hoarfrost〉源於他與妻子利娅·辛格一同拜訪後者的父母時，在加拿大温尼伯的雪地上散步的經歷。〈Sunday〉是專輯中最為易懂的歌曲，原先用於的1997年電影《SubUrbia》，後經重新錄製並收錄至專輯。

## 發行
1998年5月12日，《A Thousand Leaves》由DGC唱片以黑膠唱片、CD、卡式录音带等格式發行。專輯封面由藝術家瑪妮·韋伯製作，封面上有一隻仓鼠和她12歲時的照片。摩爾表示封面是以德國實驗搖滾樂團罐头乐队的合輯《Unlimited Edition》為原型製作。

## 曲目
| 曲序     | 曲目                                                                      |          | Vocals                     | 时长  |
| -------- | ------------------------------------------------------------------------- | -------- | -------------------------- | ----- |
| 1.       | Contre le sexisme                                                         | 戈登     | 戈登                       | 3:55  |
| 2.       | Sunday                                                                    | 摩爾     | 摩爾                       | 4:52  |
| 3.       | Female Mechanic Now on Duty                                               | 戈登     | 戈登                       | 7:43  |
| 4.       | Wildflower Soul                                                           | 摩爾     | 摩爾、戈登（背景人聲）     | 9:04  |
| 5.       | Hoarfrost                                                                 | 拉納爾多 | 拉納爾多                   | 5:01  |
| 6.       | French Tickler                                                            | 戈登     | 戈登                       | 4:52  |
| 7.       | Hits of Sunshine (給艾倫·金斯堡)（Hits of Sunshine (For Allen Ginsberg)） | 摩爾     | 摩爾                       | 11:05 |
| 8.       | Karen Koltrane                                                            | 拉納爾多 | 拉納爾多、摩爾（背景人聲） | 9:20  |
| 9.       | The Ineffable Me                                                          | 摩爾     | 戈登                       | 5:21  |
| 10.      | Snare, Girl                                                               | 摩爾     | 摩爾                       | 6:38  |
| 11.      | Heather Angel                                                             | 戈登     | 戈登                       | 6:09  |
| 总时长： | 总时长：                                                                  | 总时长： | 总时长：                   | 73:36 |

## 排行榜
| 排行榜（1998年）                  | 最高排名 |
| --------------------------------- | -------- |
| 澳大利亚（澳大利亚唱片业协会榜）  | 66       |
| 比利時（Ultratop榜）              | 28       |
| 法國（法國唱片出版業公會）        | 32       |
| 德國（Offizielle Top 100專輯榜）  | 84       |
| 挪威（世界之路榜單）              | 37       |
| 瑞典（瑞典最熱榜）                | 43       |
| 英國（英國專輯排行榜）            | 38       |
| 英國（英國單曲排行榜） 〈Sunday〉 | 72       |
| 美國（Billboard 200）             | 85       |

## 外部連結
- 在Discogs上的《A Thousand Leaves》（发行列表） （英文）